# Blandade domstolarna i Egypten
De blandade domstolarna i Egypten (franska: Les Tribunaux Mixtes d'Égypte) var domstolar vilka existerade 1875–1949 och var sammansatta av ledamöter från olika nationer.
Utlänningarnas rättsliga ställning i Egypten reglerades alltsedan medeltiden och ända till 1875 huvudsakligen genom privilegier och fördrag, så kallade kapitulationer. De stater, som var i besittning av sådana, utövade själva på egyptisk mark genom sina konsuler både civil och kriminell rättskipning över sina undersåtar, vilka alltså var undandragna de lokala myndigheternas kompetens. Denna utlänningarnas särställning hade vidgats och delvis förryckts genom en sedvanerätt, som i åtskilliga avseenden gjorde även den egyptiska befolkningen beroende av de främmande konsulernas jurisdiktion. Då dessa hade att handlägga även mål mellan utlänningar av olika nationalitet, blev härigenom den rättsliga anarkin än svårare.
Ohållbarheten av denna invecklade situation framkallade omsider, väsentligen tack vare Nubar paschas initiativ och energi, mellan Egypten å ena sidan samt flera europeiska makter – Storbritannien, Frankrike, Tyskland, Österrike-Ungern, Ryssland, Italien, Spanien, Portugal, Sverige-Norge, Danmark, Nederländerna, Belgien och Grekland – liksom Amerikas förenta stater å den andra överenskommelse om en kombinering, beträffande rättsväsendet, av det inhemska och det utländska elementet så, att konsularjurisdiktionen ersattes av domstolar sammansatta av utländska och egyptiska domare för den civila och handelsrättskipningen dels mellan utlänningar och egyptiska undersåtar, dels mellan utlänningar av olika nationalitet, med undantag för frågor rörande statut personnel. Tvister mellan utlänningar av samma nationalitet hörde fortfarande till vederbörande konsul, utom i frågor om fast egendom, rörande vilka de blandade domstolarna förklarades kompetenta att döma även mellan utlänningar av samma nationalitet. Förbrytelser av utlänningar fortsatte att i regel lyda under deras respektive konsulat eller hemlandsdomstol; dock hade de blandade domstolarna att döma i alla polismål rörande utlänningar liksom i övrigt i vissa brottmål rörande både utlänningar och egypter, nämligen dels konkursförbrytelser, dels brott av eller mot domarna själva eller domstolstjänstemännen under eller som följd av utövande av deras befattning liksom förbrytelser med syfte att hindra fullgörandet av domstolarnas beslut.
De nya domstolarna invigdes 28 juni 1875 och trädde i verksamhet 1 februari 1876. Överenskommelsen hade ingåtts för fem års tid, men förlängdes senare tid efter annan. Domstolarna dömde i kedivens namn, och domarna bar egyptisk uniform. Ledamöterna tillsattes av kediven, de utländska sedan de godkänts av vederbörande främmande regering. De ansågs oavsättliga, så länge institutionen varade. Första instansens domstolar var tre: en i Alexandria, en i Kairo och en i Mansura (tidigare i Ismailia). I andra och sista instans dömde en appellationsdomstol, med säte i Alexandria. Alla audienser var offentliga, överdomstolens sessioner var kollegiala. Underrätterna arbetade dels kollegialt, vardera å en eller flera civildomstolar, en handelsdomstol (med valda köpmannabisittare), en åtalskammare, en korrektionsdomstol (likaledes med valda bisittare) och en auktionskammare, dels som enmansdomstolar – exempelvis dömdes en del civila mål av en juge sommaire och polismålen av en juge des contraventions. En mängd löpande eller brådskande ärenden handlades av en juge de service, andra av en juge des référés, efter franskt mönster. Med domstolarna var ett inskrivningsväsen förenat (för bland annat lagfarts- och inteckningsärenden), väsentligen efter fransk förebild. Rättegångsförhandlingarna fördes mestadels på franska språket (de inföddas anföranden återgavs av tolk), men även arabiska, italienska och engelska var tillåtna språk. Som grundval för rättskipningen utfärdades vid domstolarnas inrättande med makternas gillande en Code mixte d'Égypte, väsentligen grundad på Code Napoléon, men modifierad särskilt med hänsyn till de egyptiska förhållandena. Kostnaderna för domstolarna bestreds genom rättegångs- och inskrivningsavgifterna. Överskottet gick in i den egyptiska statskassan.
De blandade domstolarna utövade ett genomgripande inflytande och tillvann sig stort förtroende. Helt visst utgjorde de dock hela tiden en övergångsform till en institution av inhemska domstolar med allmän kompetens i alla slags mål rörande parter av vad nationalitet som helst. Efter första världskriget försökte Storbritannien genom fördrag med flertalet av de stater, som avtalat med Egypten om konsularjurisdiktionens ersättande i viss utsträckning med blandade domstolar, få det internationella domstolsväsendet i Egypten ordnat efter nya grunder, som skulle ha medfört de blandade domstolarnas upphörande. Det hela drog ut på tiden och frågan löstes först genom en överenskommelse vid en konferens i Montreux 1937. Då avskaffades konsulardomstolarnas domsrätt utom i frågor rörande statut personnel, där den bibehölls under förutsättning att förbehåll därom gjordes av vederbörande kapitulationsmakt vid överlämnandet till egyptiska regeringen av handlingarna rörande överenskommelsens ratifikation. Sådant förbehåll gjordes av Sverige och av de andra makterna. För de blandade domstolarna medförde överenskommelsen i Montreux genomgripande förändringar. Först och främst bestämdes att de skulle upphöra den 14 oktober 1949, då alla vid dem anhängiga mål i befintligt skick skulle överföras till de ordinära nationella domstolarna. I väntan på detta blev en större andel av domarna inhemska och det utländska inflytandet minskade, något som påskyndades under andra världskriget då domare från länder som var i krig med Storbritannien uteslöts. Efter kriget genomfördes överlämnandet till de nationella domstolarna helt enligt planerna i oktober 1949.
Sverige och Norge hade till unionsupplösningen tillsammans två domare, men fick därefter två var. Bland de svenska ledamöterna märks Magnus Armfelt (1875–1885 och 1886–1892), Carl August Petersén (1885–1886), Conrad Cedercrantz (1895–1901), Carl Montan (1901–1908 och 1910–1914), Patrick Adlercreutz (1907–1917), Erik Sjöborg (1913–1918), Henric Nordenskjöld (1917–1925), Emil Sandström (1918–1926), Pehr Cederschiöld (1925–1926), Hugo Wickström (1926–1947) och Torsten Salén (1926–1949).